# FC Hlučín

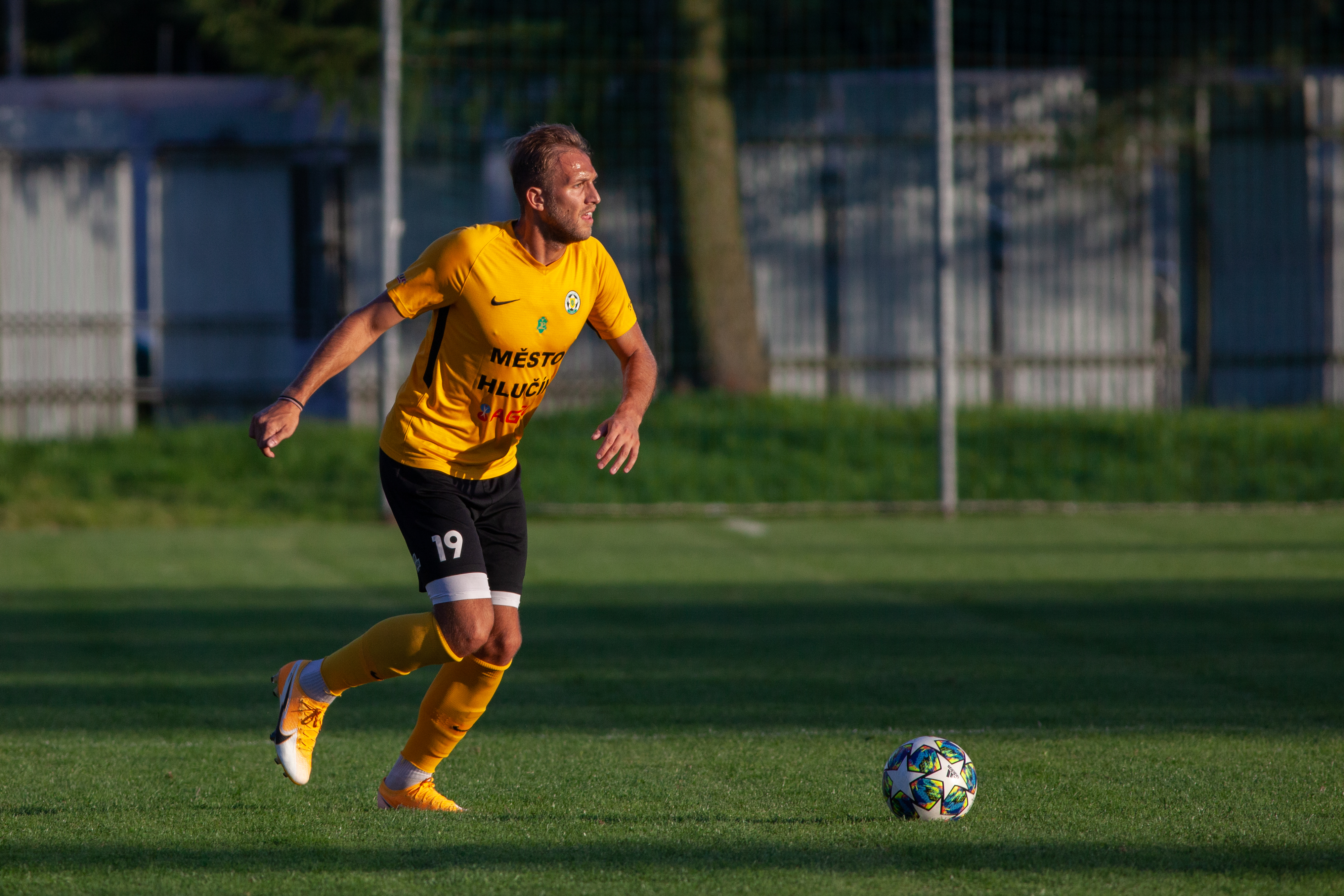
Hráč FC Hlučín během venkovního zápasu 1. kola MOL Cupu proti SK Dětmarovice (2020)

FC Hlučín je český fotbalový klub, který sídlí ve slezském městě Hlučín v Moravskoslezském kraji. Od sezóny 2011/12 působí v Moravskoslezské fotbalové lize (3. nejvyšší soutěž). Největším úspěchem klubu je účast v 5 sezonách 2. ligy a vyřazení FC Viktoria Plzeň ve třetím kole MOL Cupu.
Své domácí zápasy odehrává na Městském stadionu Lumíra Kota, který má kapacitu 2 380 diváků.

## Historie
Klub byl založen v roce 1923 jako SK Hlučín, svá utkání hrál na městském stadionu v Hlučíně, o který se dělil se šesti dalšími spolky. Do pravidelných soutěži vstoupil klub v roce 1925. V roce 1938 byla sportovní činnost až do konce války přerušena. K obnovení a sloučení se Spartou Rovniny došlo 20. srpna 1945. V roce 1948 klub přeřazen pod Sokola a nesl název Sokol Hlučín. V listopadu 1952 byla zahájena výstavba nového stadionu. V roce 1953 se Hlučín probojoval do krajské soutěže a byl ustanoven DSO Slavoj Hlučín, v roce 1959 pak TJ Hlučín. K 1. září 1991 se fotbalový oddíl osamostatnil pod názvem FC Hlučín.
Po dlouhých letech strávených v krajských soutěžích v roce 2002 klub postoupil do divize, o dva roky později do MSFL a v dalším roce do 2. ligy. Sezona 2010/11 byla pro klub neúspěšná a tým sestoupil do MSFL.

### Působení ve druhé lize (2005 – 2011)
Svou první sezonu v druhé nejvyšší soutěži odstartoval FC Hlučín v sezoně 2005/06 pod vedením Ericha Cviertny. Po slušném úvodu se nicméně druholigovou příslušnost podařilo zachránit až v posledním kole výhrou nad Viktorií Žižkov, v konečném součtu se umístil nováček soutěže na slušném desátém místě. V sezoně 2006/07 započal FC Hlučín druhou sezonu v druhé lize a po podzimu se držel v klidném středu druholigové tabulky. Avšak katastrofální jaro zapříčinilo, že se tým z Hlučína zachránil až v posledním kole výhrou nad Třincem, a obsadil tak poslední nesestupovou pozici. Od nové sezony 2007/08 se stal novým trenérem Petr Samec.

## Historické názvy
Zdroj: 
- 1923 – SK Hlučín (Sportovní klub Hlučín)
- 1948 – JTO Sokol Hlučín (Jednotná tělovýchovná organizace Sokol Hlučín)
- 1953 – DSO Slavoj Hlučín (Dobrovolná sportovní organizace Slavoj Hlučín)
- 1959 – TJ Hlučín (Tělovýchovná jednota Hlučín)
- 1991 – FC Hlučín (Football Club Hlučín)

## Známí odchovanci
- Verner Lička
- Michal Daněk
- Patrizio Stronati
- Vladimír Coufal
- Jiří Pavlenka

## Umístění v jednotlivých sezonách
Stručný přehled
Zdroj: 
- 1989–1991: I. A třída Severomoravského kraje – sk. A
- 1991–1995: Slezský župní přebor
- 1995–1999: I. A třída Slezské župy – sk. A
- 1999–2000: I. B třída Slezské župy – sk. ?
- 2000–2001: I. A třída Slezské župy – sk. A
- 2001–2002: Slezský župní přebor
- 2002–2004: Divize E
- 2004–2005: Moravskoslezská fotbalová liga
- 2005–2008: 2. liga
- 2008–2009: Moravskoslezská fotbalová liga
- 2009–2011: 2. liga
- 2011– : Moravskoslezská fotbalová liga

Jednotlivé ročníky
Zdroj: 
Legenda: Z - zápasy, V - výhry, R - remízy, P - porážky, VG - vstřelené góly, OG - obdržené góly, +/- - rozdíl skóre, B - body, červené podbarvení - sestup, zelené podbarvení - postup, fialové podbarvení - reorganizace, změna skupiny či soutěže
| Československo (1989 – 1993) |                                           |        |     |     |     |     |     |     |     |     |        |
| Sezóny                       | Liga                                      | Úroveň | Z   | V   | R   | P   | VG  | OG  | +/- | B   | Pozice |
| 1989/90                      | I. A třída Severomoravského kraje – sk. A | 6      | 26  | 10  | 4   | 12  | 41  | 34  | +7  | 24  | 10.    |
| 1990/91                      | I. A třída Severomoravského kraje – sk. A | 6      | 26  | 12  | 8   | 6   | 40  | 21  | +19 | 32  | 3.     |
| 1991/92                      | Slezský župní přebor                      | 5      | 30  | ... | ... | ... | ... | ... | ... |     |        |
| 1992/93                      | Slezský župní přebor                      | 5      | 30  | 9   | 9   | 12  | 32  | 38  | −6  | 36  | 11.    |
| Česko (1993 – )              |                                           |        |     |     |     |     |     |     |     |     |        |
| Sezóny                       | Liga                                      | Úroveň | Z   | V   | R   | P   | VG  | OG  | +/- | B   | Pozice |
| 1993/94                      | Slezský župní přebor                      | 5      | 30  | 12  | 9   | 9   | 41  | 37  | +4  | 33  | 5.     |
| 1994/95                      | Slezský župní přebor                      | 5      | 30  | 4   | 10  | 16  | 34  | 56  | −22 | 22  | 15.    |
| 1995/96                      | I. A třída Slezské župy – sk. A           | 6      | 26  | 11  | 8   | 7   | 34  | 29  | +5  | 41  | 5.     |
| 1996/97                      | I. A třída Slezské župy – sk. A           | 6      | 26  | 10  | 6   | 10  | 37  | 40  | −3  | 36  | 7.     |
| 1997/98                      | I. A třída Slezské župy – sk. A           | 6      | 26  | 11  | 4   | 11  | 36  | 48  | −12 | 37  | 7.     |
| 1998/99                      | I. A třída Slezské župy – sk. A           | 6      | 26  | 6   | 8   | 12  | 29  | 37  | −8  | 26  | 14.    |
| 1999/00                      | I. B třída Slezské župy – sk. ?           | 7      | ... | ... | ... | ... | ... | ... | ... | ... | 1.     |
| 2000/01                      | I. A třída Slezské župy – sk. A           | 6      | 26  | 19  | 7   | 0   | 59  | 13  | +46 | 64  | 1.     |
| 2001/02                      | Slezský župní přebor                      | 5      | 30  | 24  | 5   | 1   | 74  | 21  | +53 | 77  | 1.     |
| 2002/03                      | Divize E                                  | 4      | 30  | 19  | 4   | 7   | 78  | 38  | +40 | 61  | 3.     |
| 2003/04                      | Divize E                                  | 4      | 30  | 21  | 5   | 4   | 83  | 25  | +58 | 68  | 1.     |
| 2004/05                      | Moravskoslezská fotbalová liga            | 3      | 30  | 18  | 9   | 3   | 64  | 25  | +39 | 63  | 2.     |
| 2005/06                      | 2. liga                                   | 2      | 30  | 10  | 6   | 14  | 31  | 47  | −16 | 36  | 10.    |
| 2006/07                      | 2. liga                                   | 2      | 30  | 6   | 11  | 13  | 24  | 34  | −10 | 29  | 14.    |
| 2007/08                      | 2. liga                                   | 2      | 30  | 7   | 9   | 14  | 26  | 35  | −9  | 30  | 15.    |
| 2008/09                      | Moravskoslezská fotbalová liga            | 3      | 30  | 18  | 6   | 6   | 49  | 31  | +18 | 60  | 1.     |
| 2009/10                      | 2. liga                                   | 2      | 30  | 6   | 11  | 13  | 27  | 43  | −16 | 29  | 13.    |
| 2010/11                      | 2. liga                                   | 2      | 30  | 6   | 3   | 21  | 36  | 66  | −30 | 21  | 16.    |
| 2011/12                      | Moravskoslezská fotbalová liga            | 3      | 30  | 11  | 5   | 14  | 48  | 49  | −1  | 38  | 9.     |
| 2012/13                      | Moravskoslezská fotbalová liga            | 3      | 30  | 11  | 9   | 10  | 42  | 35  | +7  | 42  | 7.     |
| 2013/14                      | Moravskoslezská fotbalová liga            | 3      | 30  | 10  | 6   | 14  | 33  | 42  | −9  | 36  | 11.    |
| 2014/15                      | Moravskoslezská fotbalová liga            | 3      | 30  | 13  | 7   | 10  | 46  | 45  | +1  | 46  | 6.     |
| 2015/16                      | Moravskoslezská fotbalová liga            | 3      | 30  | 13  | 10  | 7   | 49  | 34  | +15 | 49  | 5.     |
| 2016/17                      | Moravskoslezská fotbalová liga            | 3      | 30  | 15  | 6   | 9   | 44  | 40  | +4  | 51  | 3.     |
| 2017/18                      | Moravskoslezská fotbalová liga            | 3      | 30  | 13  | 7   | 10  | 52  | 41  | +11 | 46  | 5.     |
| 2018/19                      | Moravskoslezská fotbalová liga            | 3      | 30  | 10  | 9   | 11  | 46  | 41  | +5  | 39  | 9.     |
| ** 2019/20                   | Moravskoslezská fotbalová liga            | 3      | 18  | 5   | 3   | 10  | 11  | 25  | -14 | 18  | 15.    |
| ** 2020/21                   | Moravskoslezská fotbalová liga            | 3      | 11  | 5   | 3   | 3   | 14  | 11  | +3  | 2   | 7.     |
| 2021/22                      | Moravskoslezská fotbalová liga            | 3      | 32  | 20  | 3   | 9   | 75  | 31  | +44 | 63  | 3.     |
| 2022/23                      | Moravskoslezská fotbalová liga            | 3      | 34  | 23  | 6   | 5   | 74  | 38  | +39 | 75  | 2.     |
| 2023/24                      | Moravskoslezská fotbalová liga            | 3      | 34  | 13  | 10  | 11  | 55  | 48  | +7  | 49  | 7.     |
| 2024/25                      | Moravskoslezská fotbalová liga            | 3      | 34  | 12  | 7   | 15  | 54  | 47  | +7  | 43  | 12.    |

**= sezona předčasně ukončena z důvodu pandemie covidu-19.

## Galerie
- Fanoušek FC Hlučín během zápasu 1. kola MOL Cupu v Dětmarovicích (2020)
- Venkovní zápas FC Hlučín 1. kola MOL Cupu proti SK Dětmarovice (2020)
- Venkovní zápas FC Hlučín 1. kola MOL Cupu proti SK Dětmarovice (2020)
- Venkovní zápas FC Hlučín 1. kola MOL Cupu proti SK Dětmarovice (2020)